# Catherine Lepage
Pour les articles homonymes, voir Lepage.
Catherine Lepage est une graphiste, illustratrice et autrice de bande dessinée québécoise née le 9 janvier 1973 et originaire de Charlesbourg. Un thème récurrent de son œuvre est la santé mentale.

## Biographie
Originaire de Charlesbourg, Catherine Lepage fait des études en graphisme au Cégep de Sainte-Foy et passe une année (1998) à l'École supérieure des arts décoratifs de Strasbourg avant de collaborer avec des magazines. Installée à Québec et affiliée à l'agence montréalaise Anna Goodson Management, elle exerce comme graphiste dans la communication et la publicité ; en parallèle, elle réalise des commandes en illustration. 
Elle illustre des livres jeunesse comme Les affreux parents d'Arthur (2004), « une famille de lapins aux contours naïfs et aux couleurs vives », son troisième livre publié. Sur un texte de Dominique Demers, elle dessine le récit jeunesse Pétunia, princesse des pets (2005) « un conte plein de rire et de sagesse » qui est récompensé au Salon du livre de Trois-Rivières 2006 et reçoit le prix Livromagie.
En 2007, elle livre son premier ouvrage solo : 12 mois sans intérêt, journal d'une dépression, une bande dessinée autobiographique racontant son expérience de la dépression, sa « traversée du néant » face à « d'absurdes préjugés ». La même année, sur un texte de Julie Gaudet-Beauregard, elle illustre Coup de foudre, clichés et autres atrocités, qui adopte un angle sans concessions sur les notions « de couple, de fidélité, de jalousie » et pour lequel Lepage « emploie des illustrations remplies de symbolisme et où ses traits de crayon s'allient à une technique de collage efficace »,. En 2009, elle écrit et dessine Mon abominable belle-mère puis en 2010, à la demande d'Olivier Benoit elle participe à un livre collectif où elle dessine une adaptation en bande dessinée de la chanson Tu m'intimides de Mara Tremblay. La même année, elle s'implique dans le numéro inaugural du magazine satirique Nunuche en tant que directrice artistique à la demande d'Élise Gravel.
En 2014, de nouveau en solo, paraît le roman graphique Fines tranches d'angoisse (éd. Somme toute), « un récit graphique par lequel elle illustre l'angoisse et la dépression avec autant d'humour que d'intelligence »,. En 2016 paraît l'album jeunesse Le tragique destin de Pépito, d'après un conte de Pierre Lapointe,, ainsi que Zoothérapie, où l'autrice « remet en question nos habitudes et nos envies dans un bestiaire étonnant ». Avec son compagnon Simon Rivest, elle fonde [Quand ?] le studio de design Ping Pong Ping. 
En 2017, elle signe Marivière, métaphore écologiste sur une enfant qui devient malade. Deux ans plus tard, elle réalise son premier court-métrage d'animation (5 minutes) avec Le Mal du siècle, « qui traite de manière ludique du mal-être et de la dépression », dans la lignée des ouvrages  12 mois sans intérêt, Fines tranches d'angoisse et Zoothérapie. Présenté lors des Sommets du cinéma d'animation en 2019, le film remporte le Prix du public de la compétition internationale et une Mention spéciale du jury de la compétition canadienne. En 2020, elle signe le livre Bouées : Dérives identitaires, amours imaginaires & détours capillaires, bande dessinée autobiographique et « plongeon dans l'adolescence, avec son lot de découvertes, ses grandes exaltations, mais aussi ses écueils et ses déconfitures »,,.

## Œuvres

### Illustration
- Les affreux parents d'Arthur, texte d'Andrée-Anne Gratton, Les 400 coups / Le Seuil, 2004  (ISBN 2-89540-143-8)
- Pétunia, princesse des pets, texte de Dominique Demers, éd. Dominique et compagnie, 2005  (ISBN 9782895124450)
- Coup de foudre, clichés et autres atrocités, texte de Julie Gaudet-Beauregard, Les 400 coups, 2007  (ISBN 9782895403302)

### Texte et dessin
- Mon abominable belle-mère, Les 400 coups, 2009  (ISBN 978-2-89540-417-0)
- Fines tranches d'angoisse, éd. Somme toute, 2014  (ISBN 978-2897940706) ; traduit en anglais sous le titre Thin Slices Of Anxiety aux éditions Chronicle Books.
- Zoothérapie, éd. Somme toute, 2016  (ISBN 978-2924606223)
- Le tragique destin de Pépito, d'après un conte de Pierre Lapointe, Comme des géants, 2016  (ISBN 978-2-924332-22-1)
- Marivière, Éditions Glénat, 2017  (ISBN 978-2-344-02727-1)

### Bande dessinée
- 12 mois sans intérêt, journal d'une dépression, Mécanique générale, 2007  (ISBN 978-2-922827-37-8)
- Bouées : Dérives identitaires, amours imaginaires & détours capillaires, La Pastèque, 2020  (ISBN 978-2-89777-091-4)

### Filmographie
- Le Mal du siècle, court-métrage d'animation, Office national du film du Canada, 2019

## Prix et distinctions
- 2006 : Prix illustration jeunesse[21], catégorie Relève, au Salon du livre de Trois-Rivières pour Pétunia, princesse des pets[4] ;
- 2007 : prix Livromagie dans la catégorie illustrations jeunesse pour Pétunia, princesse des pets[4] ;
- 2019, Sommets du cinéma d'animation :
  - Prix du public de la compétition internationale pour Le Mal du siècle[18] ;
  - Mention spéciale du jury de la compétition canadienne pour Le Mal du siècle[18].
- 2021 : Finaliste Prix du Gouverneur général : littérature jeunesse de langue française - illustration[22] pour Bouées : dérives identitaires, amours imaginaires et détours capillaires